# Schloss Einhausen

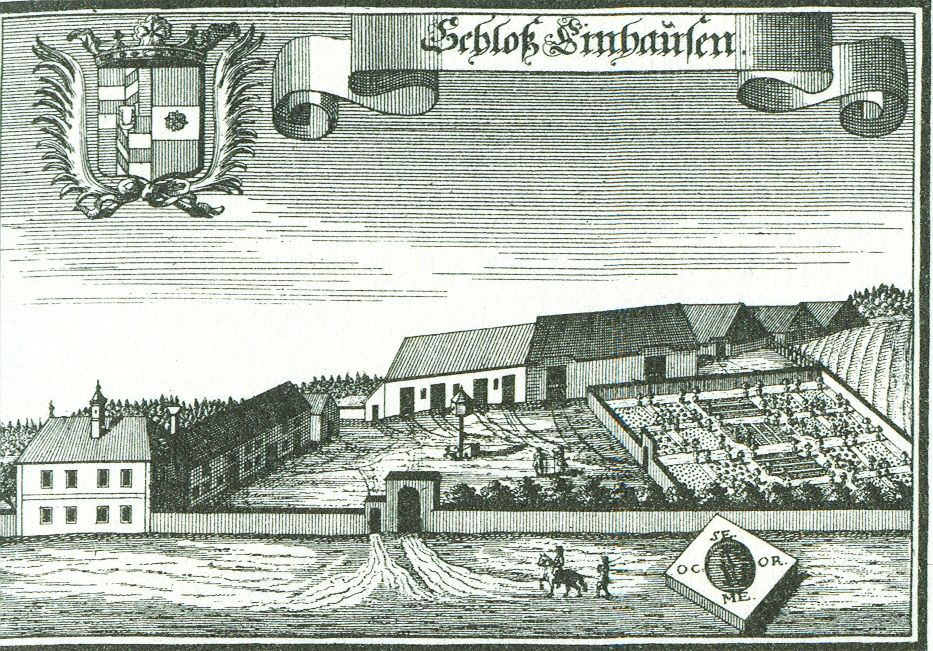
Schloss Einhausen nach einem Stich von Michael Wening von 1721

Das abgegangene Schloss Einhausen lag nordöstlich des gleichnamigen Gemeindeteils in der niederbayerischen Gemeinde Atting im Landkreis Straubing-Bogen. Die Anlage wird als Bodendenkmal unter der Aktennummer D-2-7141-0171 mit der Beschreibung „Turmhügel des späten Mittelalters und der frühen Neuzeit mit Wassergraben sowie archäologische Befunde und Funde im Bereich des Wirtschaftshofs bzw. frühneuzeitlichen Schlosses und der zugehörigen Mühle (Einhausen)“ geführt. 

## Geschichte
1270 wird der Sitz Einhausen urkundlich erstmals erwähnt. Damals erhielt Otto von Straubing vom Regensburger Bischof Leo Thundorfer die curia zu Einhausen. In der ältesten Landtafel aus der ersten Hälfte des 15. Jahrhunderts erscheint ein Niclas Hainrichtstorfer zu Ainhausen; dieser wird auch 1437 beim Kauf eines Bauernhofes genannt. 1449 wird seine Witwe als Herrin auf dem Gut Ainhausen erwähnt. Die nächsten waren hier die Helltampf zu Straubing. In der dritten Landtafel von 1490 und auch noch 1518 wird ein Sigmund Helltampf zu Ainhausen genannt. Dann folgen die Zeller von Straubing, die Ehefrau von Haug dem Zeller war eine Helltampf. In der Landtafel von 1525 ist ein Balthasar Zeller erwähnt. Bei einer Erbteilung der Zeller 1522 werden Sitz, und Feste samt Weiher, Hofbau, Mühle, Taverne, Brauhaus und Garten beschrieben. In der Landtafel von 1557 wird Einhausen zur Herrschaft Rain gezählt. Von den Zellern hatten die Herren von Rain bereits Obermotzing erworben. Der Sitz zu Einhausen verfiel. 1609 heißt es: der Süz Einhausen ist alters und Paufelligkhaitshalber bei wenig Jars eingefallen, Ist dabey ain Pauernhof und ain Wirthshauß. 1643 ist Einhausen an die Herren von Baumgarten verkauft worden. 1738 vergleichen sich die Leublfinger mit den Freiherren von Baumgarten dahingehend, dass die Herren von Rain (das waren damals die Leublfinger) den Sitz und die Hofmark zu Einhausen jederzeit durch Wiederkauf von den Baumgartnern zurück erwerben könnten.
Bereits 1811 wurde Einhausen verwaltungsmäßig zu Atting gezählt, 1821 war Einhausen dem Patrimonialgericht I. Klasse in Rain zugeordnet. Dieses war über eine Leiblfinger Witwe an den Freiherrn von Perglas gekommen, dann an die Grafen Karl Ernst und Maximilian von Gravenreuth und später an die Thurn und Taxis gekommen. 1848 übernahm der Staat dieses Gericht und Einhausen wurde dem Landgericht Rain eingeordnet.

## Früheres Aussehen
Nach dem Stich von Michael Wening war Einhausen ein zweigeschossiger Bau mit einem hohen Schornstein. Von dem Haus gingen nach Norden Wirtschaftsgebäude ab. Eine Mauer mit einem Eingangstor und einer Mannpforte schloss das Anwesen ab. Innerhalb der Ummauerung ist noch ein großer Nutzgarten zu erkennen.
Da diese Radierung aus der Zeit um 1721 stammt, ist zu vermuten, dass hier nicht die abgegangene Veste, sondern der Bauernhof bzw. die Taverne von Einhausen abgebildet sind.